# 中國香港欖球總會
中國香港欖球總會（英語：Hong Kong China Rugby Union），原名香港欖球總會（英語：Hong Kong Rugby Union），於1952年成立，並於1988年加入國際欖球理事會，負責推動香港欖球發展。作為非牟利機構，總會的所有收益均會用於欖球運動發展。

## 簡介
現時本地賽事方面，共有60支男子隊在8個不同組別角逐，女子組方面也有15支球隊在兩個不同組別角逐。香港欖球總會提供競賽性與社交性兼備的大專以至青少年層面的欖球(青少年、學校和小型欖球)，同時亦提供教練和裁判培訓課程，讓一些不想參與競賽，但又希望參與其中的欖球愛好者有更多選擇。
在代表隊，男女子隊近年成績不斷進步，分別在「香港國際七人欖球賽2010」中勇奪銀盾、成為「亞洲五國欖球賽2011」亞軍以及在世界排名升至第27位。很多年青運動員有機會在不同的年齡組別中代表香港比賽，爭取佳績。
為了進一步在社區層面更深入推動欖球運動，香港欖球總會透過舉辦不同賽事，宣揚欖球箇中樂趣，如「亞洲五國欖球賽」和「香港國際七人欖球賽」（近年由滙豐和國泰航空贊助）。香港欖球總會承諾會不斷提昇賽事水平，為球迷帶來更好的欖球體驗。
香港欖球總會亦積極回饋社會，提倡透過不同的社區活動強化欖球的價值，如REAL（Rugby English Action Learning）、香港欖球總會慈善信託基金、控球在手、奮進行動欖球計劃等。

## 場地
回應有關場地供不應求的問題，香港欖球總會已投入大量資源為本地欖球界提供優質場地設施，包括香港欖球總會京士柏運動場，而最新的天水圍天秀欖球場發展項目亦在2013年完成。

## 外部連結
- 官方网站